# La Perle des bois

La Perle des bois (en mongol : Мойлхон, Moilkhon, Nerprun) est un film mongol réalisé par Enkhtaivan Agvaantseren, sorti en 2008.

## Synopsis
Tout devient-il juste quand l'amour tourne à la guerre ?
« Les promesses sont comme pâtes à tarte : faites pour être brisées. »
Dans les années 1930, Staline, met les paroles de Lénine en pratique avec ses fameuses « purges », apportant maintes horreurs au peuple de Mongolie – un pays géographiquement unifié qu'il morcèle avec une force politique poignante.
Dans un village Bouriate de Mongolie, Sendem est une jeune femme d'une beauté pleine de grandeur et de noblesse en cette période de violents bouleversements. Markhaa est un ancien villageois qui retourne dans sa ville natale comme un espion du gouvernement.
Bien que Sendem soit déjà fiancée à un autre homme, Markhaa est déterminé à utiliser le pouvoir de son autorité gouvernementale pour écraser le village afin de prendre par la force ce qu'il ne peut pas gagner par l'amour : le cœur de Sendem. 
Une délicate fleur cueillie d’un arbre et foulée, Sendem tourne ses espoirs vers le symbole d'un pendentif remis par son fiancé… et d’un trésor plus précieux qu’une perle scintillante, qu’elle laisse derrière elle à l'abri d'une ténébreuse forêt mongole.

## Fiche technique
- Titre : La Perle des bois
- Titre mongol : Moilkhon (Nerprun)
- Titre anglais : A Pearl in the Forest
- Réalisation : Enkhtaivan Agvaantseren
- Scénario : Bayarmagnai Byambaa
- Pays d'origine : Mongolie
- Genre : Historique, Drame
- Durée : 90 minutes

## Distribution
- Bayarmaa Baatar : Sendem
- Zolboot Gombo : Markhaa
- Narankhuu Khatanbaatar : Dugar
- G. Altanshagai : Sodnom

## Autour du film
- Ce film est l’un des premiers films destiné à retracer l’histoire de certains des groupes ethniques qui composent maintenant la Mongolie. Il est également l’un des premiers films qui parle ouvertement des événements des années 1930 et des répercussions du communisme soviétique sur la Mongolie ;
- Ce film a été tourné dans la région même où se sont passés ces événements (dans la province de Khentii, au Nord-Est de la Mongolie), et la participation de nombreux acteurs et figurants du village Bouriate de Dadal a grandement ajouté à l’authenticité du film ;
- Le témoignage des événements qui ont marqué les Bouriates à cette époque était également un sujet très cher au cœur du Directeur Enkhtaivan Agvaantseren, car ils se sont déroulés dans sa région natale ;
- Le résultat est une histoire très forte et poignante avec une dimension humaine, et un film élémentaire et authentique qui souligne la lutte de ces personnages dépassés par des événements bien plus grand qu’eux.

## Distinctions
- Sélection officielle au festival international du film de Mumbai en Inde, 2008
- Sélection officielle au festival international du film de Buffalo, NY, 2009